# Heintz Béla
Heintz Béla Ignác (Arad, 1878. február 1. – Budapest, 1947. március 23.) magyar építész, MÁV-főtanácsos.

## Életútja
Heintz Ferenc és Reimann Borbála fiaként született. Oklevelét 1910-ben szerezte a budapesti Műegyetemen. 1919. július 19-én Budapesten, a Ferencvárosban feleségül vette a nála 15 évvel fiatalabb Kiss Rózát, Kiss Antal és Ripczó Róza lányát.

## Stílusa, művei
Első jelentős műve a Wekerlei Munkás Szent József-templom, amelyet 1926 és 1930 között, Budapest XIX. kerülete ma Wekerletelepnek nevezett, családiházas jellegű állami lakótelepének mintegy zárásaként, neoromán építészeti stílusban épített. Érdekes, hogy a nagy gazdasági világválság alatt ilyen kompromisszumok nélküli, pazar épületet sikerült az alkotóknak létrehozniuk; nem kellett takarékoskodniuk a carrarai márványból készült szobrokkal, oltárral; a falfestmények, a szószék, a padok, a stációk, egyéb berendezések, díszítések mind a legnagyobb igényességgel készülhettek.
A Rákospalota MÁV-telepi Jézus Szíve-plébániatemplom 1938-ra, a budapesti eucharisztikus világkongresszus évére, Budapest XV. kerülete területén épült fel. A több mint tíz évet igénylő gyűjtés nehézségei minimalista megoldásokra kényszerítették az alkotókat, annak ellenére, hogy helyi vállalatok anyaggal és munkaerővel támogatták az építkezést. A gyülekezet tagjai személyes munkájukkal vettek részt a kivitelezésben. A legkisebb hozzájárulók neve is szerepel valahol a berendezésbe, vagy a harangtorony keresztje alatti gömbbe írva. A freskók és üvegképek a második világháborúra készültek el, de Budapest ostroma során nagy részük megsemmisült.
Ismert még: Budapest, 1192 Kós Károly tér 15. (1925-1926).